# Heinrich Eberbach
Heinrich Eberbach (24 de noviembre de 1895 - 13 de julio de 1992) fue un General der Panzertruppen alemán durante la II Guerra Mundial quien comandó el 5.º Ejército Panzer durante la invasión aliada de Normandía. Recibió la Cruz de Caballero de la Cruz de Hierro con Hojas de Roble de la Alemania Nazi.

## I Guerra Mundial y periodo de entreguerras
Heinrich Eberbach nació el 24 de noviembre de 1895 en Stuttgart, en el Imperio alemán. Eberbach se graduó de su Abitur (diploma preuniversitario) el 30 de junio de 1914. El 1 de julio de 1914, Eberbach se unió al Ejército de Wurtemberg. con el estallido de la I Guerra Mundial, siendo la unidad de Eberbach 
desplegada en el frente occidental. El 16 de octubre de 1914, Eberbach fue herido en el muslo por metralla de artillería. En septiembre de 1915, fue gravemente herido, perdiendo su nariz, y fue hecho prisionero de guerra por las fuerzas francesas. Durante la década de 1920 Eberbach ejerció de oficial de policía; en 1935 se unió a la Wehrmacht. En 1938 Eberbach se convirtió en comandante de un regimiento Panzer, en la recién formada 4.ª División Panzer a las órdenes del General Georg-Hans Reinhardt.

## II Guerra Mundial
Eberbach participó en la invasión alemana de Polonia en septiembre de 1939 y después en 1940 en la Batalla de Francia. Su unidad apoyó la ofensiva del General Hasso von Manteuffel a través del río Mosa en mayo. Poco después de empezar la invasión alemana de la Unión Soviética en junio de 1941, fue asignado como comandante de la 5.ª Brigada Panzer en el XXIV Cuerpo Panzer de Leo Geyr von Schweppenburg.
Durante la Batalla de Moscú, Eberbach lideró la ofensiva del 2.º Grupo Panzer hacia Moscú como comandante de un kampfgruppe de armas combinadas dentro de la 4.ª División Panzer. El ataque empezó el 30 de septiembre y en solo dos días de lucha el Kampfgruppe Eberbach había alcanzado una gran penetración, avanzando más de 120 kilómetros, y poniendo por entero al Frente de Bryansk soviético en una posición cercana al desastre,  sufriendo unas pérdidas propias negligibles. Eberbach demostró su flexibilidad como líder de tropas destacando dos batallones para asistir a los esfuerzos de la 3.ª División Panzer en la misma área de operaciones en las cercanías de Bryansk, a pesar de servir en un división diferente. Los ataques aéreos soviéticos y la escasez de combustible a principios del 2 de octubre no impidieron que los líderes agresivos del kampfgruppe avanzaran hasta la ciudad de Orel, poniendo fin al esfuerzo de relocalización industrial soviético en la ciudad y capturando un nudo de comunicaciones clave del Frente de Bryansk, el 3 de octubre. Las pérdidas del Kampfgruppe Eberbach habían sido menores: 6 tanques destruidos, 34 hombres muertos y 121 heridos. Este era un pequeño precio que pagar para la completa ruptura de las líneas soviéticas y la captura de una ciudad con semejante valor estratégico. La 4.ª División Panzer también capturó 1600 tropas soviéticas, la mayor parte obra del Kampfgruppe Eberbach.
En marzo de 1942 pasó a ser comandante de la 4.ª División Panzer, en las líneas alemanas en frente de la ciudad rusa de Sukhinichi, a unas 120 millas al oeste de Tula. A finales de noviembre de 1942 Eberbach fue seleccionado como comandante del XLVIII Cuerpo Panzer que acababa de ser sobrepasado en los días iniciales de la Operación Urano, cerca de la mitad de la Batalla de Stalingrado. Eberbach pronto fue herido y evacuado, permaneciendo en el hospital hasta febrero. Después se convirtió en Inspector de las Tropas Acorazadas en el Ejército Nacional, recibió la Cruz de Caballero de la Cruz de Hierro y fue promovido a teniente general.
En noviembre de 1943, Eberbach pasó a ser comandante de tropas en torno a Níkopol y luchó en las batallas en torno a Zhitomir en la Unión Soviética. A principios de 1944 Eberbach fue promovido al rango de General der Panzertruppe. Durante la invasión aliada de Normandía, luchó contra los desembarcos británicos en las playas de 'Juno' y 'Sword'. El 2 de julio tomó el mando del "Grupo Panzer Oeste" (5.º Ejército Panzer) cuando Leo Geyr von Schweppenburg fue herido. El 9 de agosto, esta fuerza fue dividida, con el 5.º Ejército Panzer retirándose con las unidades más dañadas; siendo las unidades efectivas reorganizadas como Panzergruppe Eberbach.
Eberbach se dirigió a liderar esta fuerza en el contraataque a través de Mortain hacia Avranches que pretendía cortar a las fuerzas Aliadas que habían salido de Normandía. Según las memorias de Eberbach de posguerra, no tenía confianza en el ataque. Cuando el General Warlimont del OKW llegó a su cuartel general el 1 de agosto para "tener una mirada de la situación más cercana", Eberbach le dijo que "la única posible solución era una inmediata retirada a la línea Sena-Yonne." Sin embargo, Warlimont denegó la solicitud de retirada de Eberbach, y en su lugar confirmó la orden de atacar.
El ataque fracasó, y la mayor parte del Panzergruppe Eberbach y el 7.º Ejército fueron cercados y destruidos en la bolsa de Falaise. Eberbach escapó y se le dio el mando de los restos del 7.º Ejército el 21 de agosto. El 31 de agosto, mientras participaba en una patrulla de reconocimiento, Eberbach fue capturado por tropas británicas en Amiens.

## Post II Guerra Mundial

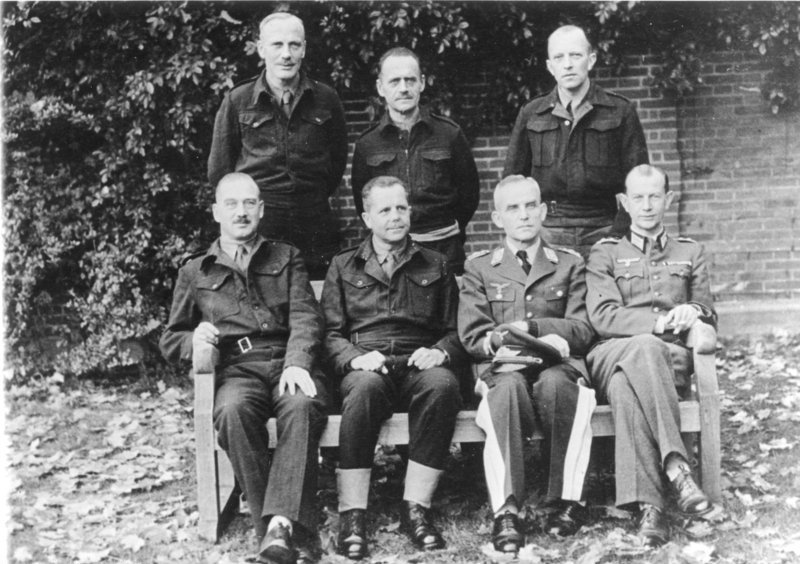
En el campo de prisioneros de guerra en Trent Park.

Eberbach permaneció como prisionero de guerra hasta 1948. Participó en la obra de la División Histórica del U.S. Army, donde, bajo la guía de Franz Halder, generales alemanes escribieron sobre estudios operacionales de la II Guerra Mundial para el U.S. Army, primero como prisioneros de guerra y después como empleados. Eberbach era el padre del oficial naval Heinz-Eugen Eberbach, comandante del U-967 y el U-230 durante la II Guerra Mundial.

## Obras
- Eberbach, Heinrich (1945–1954). Panzer Group Eberbach and the Falaise Encirclement. Karlsruhe, Germany: Historical Division, Headquarters United States Army, Europe, Foreign Military Studies Branch. OCLC 33089881.

## Condecoraciones
- Cruz de Hierro (1914) 2.ª Clase (12 de octubre de 1914) & 1.ª Clase (10 de noviembre de 1917)[12]
- Cruz de Caballero de la Cruz de Hierro con Hojas de Roble
  - Cruz de Caballero el 4 de julio de 1940 como Oberstleutnant y comandante del Panzer-Regiment 35[13]
  - Hojas de Roble el 31 de diciembre de 1941 como Oberst y comandante de la 5. Panzer-Brigade[13]
- Königlicher Orden der Preußischen Krone III. Klasse mit Schwerten – Orden de la Corona Real de 3.ª Clase con Espadas (Prusia).
- Ehrenkreuz für Frontkämpfer 1914-1918 – Cruz de Honor para los combatientes del Frente de 1914-1918 (Alemania).
- 1939 Spange zum Eisernes Kreuz II. Klasee Klasse 1914 – Broche de 1939 para la Cruz de Hierro de 2.ª Clase de 1914 (Alemania).
- 1939 Spange zum Eisernes Kreuz I. Klasse 1914 – Broche de 1939 para la Cruz de Hierro de 1.ª Clase de 1914 (Alemania).
- Ehrenblattspange des Heeres und Waffen-SS – Broche de Hojas de Honor del Ejército y Waffen-SS (Alemania).
- Medaille "Winterschlacht im Osten 1941/42" (Ostmedaille) – Medalla "Batalla de invierno en el Este 1941/42" (Alemania).
- Dienstauszeichnung der Wehrmacht IV.Klasse, 4 Jahre – Premio de la Wehrmacht de 4.ª Clase por 4 años de Servicios (Alemania).
- Dienstauszeichnung der Wehrmacht III. Klasse, 12 Jahre – Premio de la Wehrmacht de 3.ª Clase por 12 años de Servicios (Alemania).
- Panzerkampfabzeichen – Insignia de combate de tanques (Alemania).